# Candace Glendenning
Candace Glendenning (Londres, Inglaterra, 9 de agosto de 1953) es una actriz inglesa de cine y televisión.

## Filmografía como actriz
Cine
- Los mejores años de Miss Brodie de Ronald Neame (1969) como Schoolgirl.
- Up Pompeii de Bob Kellett (1971) como Stone Girl.
- Nicolás y Alejandra (Nicholas and Alexandra), de Franklin J. Schaffner  (1971) como Marie.
- Tower of Evil de Jim O'Connolly  (1972) como Penny Read.
- The Flesh and Blood Show (1972) como Sarah.
- Diamonds on Wheels de Jerome Courtland (1974) como Elizabth.
- El esclavo de Satán (Satan's Slave), de Norman J. Warren (1976) como Catherine Yorke

Televisión
- The Tyrant King (6 episodios, 1968) como Charlotte Hallen (Candy Glendenning).
- The Expert (1 episodio, 1971) como Clare Neale.
- The Main Chance (1 episodio, 1972) como Denny Ferman.
- La familia Strauss (1 episodio, 1972) como Rosa (Candice Glendenning).
- BBC Play of the Month (2 episodios, 1972–1973) como Beatie Tomlinson / Rose.
- Dixon of Dock Green (1 episodio, 1975) como Ruthy Melbourne.
- El mágico mundo de Disney (3 episodios, 1974) como Elizabeth.
- Ten from the Twenties (1 episodio, 1975) como Paula Gonzales.
- Play for Today (1 episodio, 1976) como Annabel.
- Scene (2 episodios, 1976) como Maggie.
- Ripping Yarns (1 episodio, 1977) como Dora.
- Rainbow (1 episodio, 1977)
- Los siete de Blakes (1 episodio, 1979) como Rashel.
- Flesh and Blood (6 episodios, 1980–1982) como Angela.
- Angels (1 episodio, 1982) como Camilla Lomax